# M'Mah Soumah
Pour les articles homonymes, voir Soumah.
M'Mah Soumah, née le 10 mai 1985, est une judokate guinéenne.

## Carrière
M'Mah Soumah évolue dans la catégorie des moins de 52 kg ; elle est médaillée de bronze aux Championnats d'Afrique de judo 2004. Elle est éliminée au premier tour des Jeux olympiques de 2004 par la Portugaise Telma Monteiro.